# 昭島市立つつじが丘小学校
昭島市立つつじが丘小学校（あきしましりつつつじがおかしょうがっこう）は、東京都昭島市つつじが丘2丁目にある公立小学校。

## 沿革
- 2016年（平成28年）
  - 4月1日 - つつじが丘南小学校とつつじが丘北小学校が統合し、開校。開校時点の児童数は471名、学級数は18学級、教職員数は48名。校歌と校章を制定。
  - 11月5日 - つつじが丘小学校開校集会開催。児童会の歌「あつまれつつじっ子」を紹介し、児童会企画 マスコットキャラクター『つつジン』が誕生。
  - 11月22日 - 開校式典挙行し、この日（11月22日）を開校記念日と定める。
- 2017年（平成29年）
  - 3月24日 - 第1回卒業式挙行。
  - 10月8日 - 第2回運動会開催し、その中でPTA製作の「つつジン」が登場した。
- 2019年（平成31年）2月7日 - 日米交流事業として、横田基地ウエスト小学校生が来校した。
- 2020年（令和2年）
  - 3月3日 - 新型コロナウィルス感染拡大防止により、この日から5月31日まで、臨時休校となった。
  - 6月1日 - 学校再開。

## 教育目標
「だれもが笑顔になる学校」
- 自ら学び、表現する子
- 認め合い、協力して行動する子
- すすんで体を整える子

## 通学区域と進学先中学校
出典

### 通学区域
- つつじが丘1丁目（全域）
- つつじが丘2丁目（全域）
- つつじが丘3丁目（全域）
- 美堀町1丁目（1番～12番）
- 代官山2丁目（1番～5番）[2]
- 中神町（1113番地～1137番地、1138番地(17号・18号・21号・44号・67号～69号を除く)、1139番地(4号・54号・86号)、1140番地(3号・11号・13号・15号～19号・28号～30号・40号・42号・43号)、1157番地(17号～22号・24号・28号・29号・32号・33号・37号～40号・45号～49号・52号・53号・58号～62号・64号～66号・69号～71号)、1165番地(3号～6号)、1167番地(2号・5号・6号・9号～11号・13号・15号～19号)、1168番地～1189番地）
- 宮沢町（467番地～479番地、481番地、484番地3号、494番地(1号・5号・11号)、495番地～497番地、500番地(1号～3号・14号～69号)、513番地2号）
- 大神町889番地（1号・2号）

### 進学先中学校
- 昭島市立瑞雲中学校

## 学校周辺
- つつじが丘学童クラブ - 同一敷地内
- 昭島市立瑞雲中学校 - 敷地が隣接。また、進学先中学校でもある。
- ヤマト運輸昭島武蔵野営業所 - 昭島市道をはさんで、敷地が隣接。
- 東京都道162号三ツ木八王子線
- イオン昭島SC - 都道163号線をはさんで、敷地が隣接。
- UR都市再生機構昭島つつじが丘ハイツ北住宅団地 - 昭島市道をはさんで、敷地が隣接。
- 昭島市立宮沢文化児童遊園

## アクセス
- 立川バスで「瑞雲中学校前」バス停又は「南享保」バス停下車。
  - 停車系統は、「昭22」・「昭23」・「昭23-2」・「昭24」・「昭26」・「拝13」の各系統。
    - なお、昭島駅方面行は「南享保」バス停で、逆方向行は「瑞雲中学校前」バス停で下車した方が近い。

  - 「南享保」バス停（昭島駅方面発停留所）から、徒歩約185m・約3分。
  - 「瑞雲中学校前」バス停（昭島駅方面行停留所）から、徒歩約210m・約3分（バス停から正門まで直線距離では約115mほどだが、「つつじが丘団地」交差点の横断歩道を経由する必要があるため、約2倍の距離となる）。